# Enrique Muiño
Enrique Muiño (Laracha, provincia de La Coruña, 5 de julio de 1881 - Buenos Aires, Argentina, 24 de mayo de 1956) fue un actor clásico de teatro y cine hispano-argentino, que apareció en filmes entre 1913 y su fallecimiento en 1956, siendo uno de los intérpretes más importantes de la Época de Oro del cine argentino.

## Origen
Emigró con sus padres siendo un niño a Buenos Aires, por lo que, como millones de argentinos, poseía ascendencia española. Comenzó a trabajar a los doce años de edad.

## Biografía
Cuando le comunicó a su padre que quería ser actor, este lo obligó a ingresar en la Armada.
Hizo un pequeño debut profesional (aunque sin cobrar un centavo) en 1898 (a los diecisiete años), con la compañía teatral de Jerónimo Podestá.
Recién cuando pudo terminar la milicia (en 1902), se convirtió en actor de tiempo completo iniciándose ese año en la obra Raquel de Félix Sáenz, en el Teatro Liceo -que por entonces se llamaba Rivadavia- como comparsa, sin sueldo, en la compañía antes mencionada. Fue obteniendo con el tiempo papeles más relevantes, y así actuó como comisario en Caín (1903), de Enrique García Velloso, como compadrito en el sainete La cuartelera (1904), del mismo autor, y en Justicia criolla (1904), de Ezequiel Soria, en la que bailaba un tango con Anita Podestá. Más tarde formó un dúo creativo con su amigo Elías Alippi (1883-1942).
Tuvo mucho éxito en el teatro El Nacional, en obras teatrales como Así es la vida, Triple seco y San Antonio de los Cobres.

Caricaturizado por Tovar (La Voz, 14 de diciembre de 1922)

En 1922 (a los cuarenta y un años) realizó una gira teatral por su tierra natal, Galicia, con la compañía Muiño-Alippi. También realizaron presentaciones en Madrid, Barcelona, Valencia, San Sebastián y Bilbao.
Recibió un homenaje en su pueblo natal (Laracha) y en el Centro Gallego de Madrid. En 1927 estrena uno de los sainetes más logrados de Alberto Vacarezza: Juancito de la Ribera.
Comenzó una carrera en la industria cinematográfica de Argentina.
Intervino en películas como La guerra gaucha, El cura gaucho, Su mejor alumno, etc. y en obras teatrales como Así es la vida.
Hizo más de veinte filmes en Argentina y en Estados Unidos con roles protagónicos, como en El abuelo, junto a Mecha Ortiz. Desde 1932 se sucedieron los éxitos y las giras nacionales e internacionales con filmes como Así es la vida, Los tres berretines, Los mirasoles, Pan criollo y Lo que le pasó a Reynoso, hasta la muerte de Alippi, en 1942.
En el año 1941 recibió un Diploma de Honor en los premios Cóndor Académico (otorgado por la Academia de Artes y Ciencias Cinematográficas de la Argentina), por su labor como mejor actor en la película El cura gaucho.

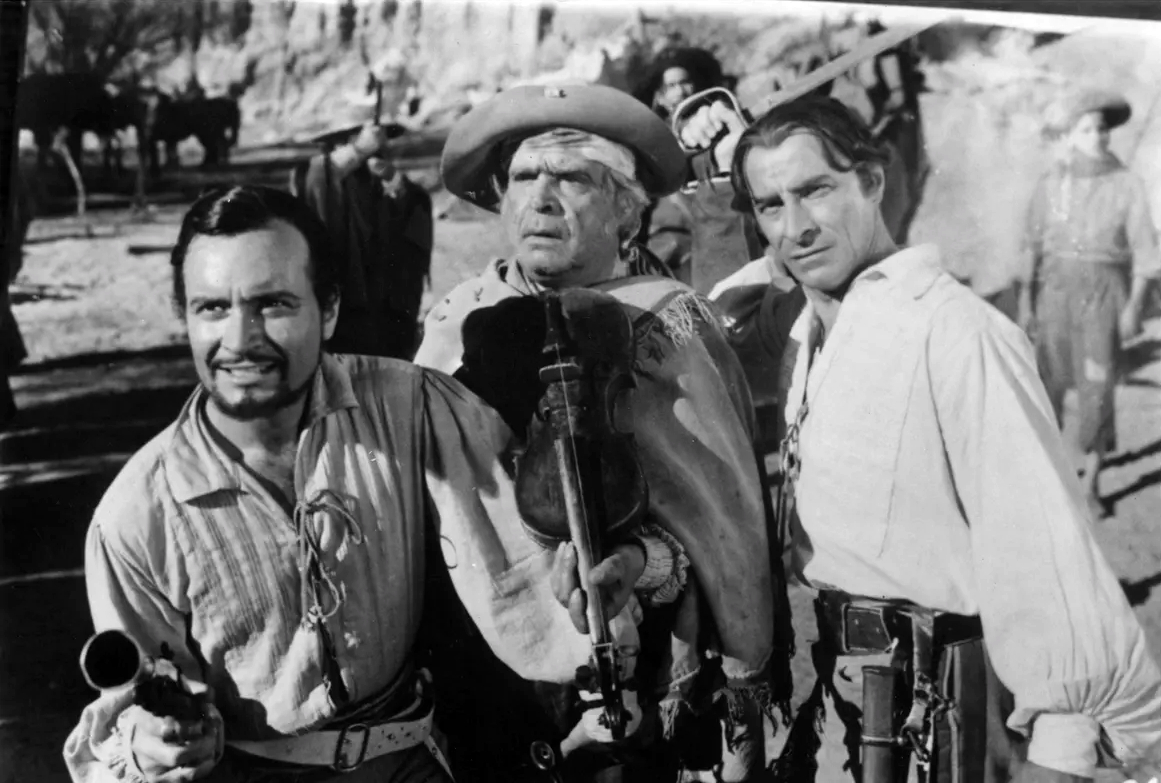
La guerra gaucha.

En 1941, Enrique Muiño con sus amigos el Flaco Alippi (quien falleció el año siguiente, en 1942), Francisco Petrone (1902-1967), Ángel Magaña (1915-1982), Lucas Demare (1910-1981) y el productor Enrique Faustín fundaron la productora cinematográfica Artistas Argentinos Asociados.

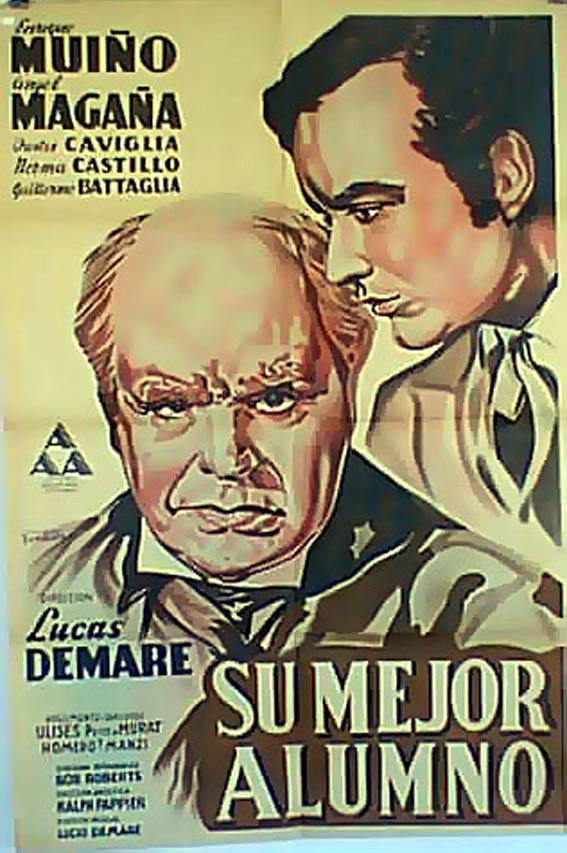
Su mejor alumno.

En 1944 recibió otro premio por Su mejor alumno, una biografía novelada del presidente Sarmiento y la relación con su hijo Dominguito. Fue creador de Artistas Argentinos Asociados. Su pública adhesión al peronismo ocasionó que tras el derrocamiento de Juan Domingo Perón y la instauración de la dictadura autodenominada Revolución Libertadora, mientras realizaba una versión de Así es la vida en Radio Belgrano, un grupo encabezado por comandos civiles, irrumpió y sacó a los empellones al actor, quien en la siguiente audición fue reemplazado por Francisco Álvarez.
Posteriormente vivió en el barrio de barrio San Cristóbal, en la calle Carlos Calvo 2281 (casi esquina Pichincha).
En los últimos años de su vida cultivó también la pintura. Hizo estudios particulares con el pintor Fernando Fader, exponiendo en la galería Witcomb de Buenos Aires (en calle Florida 364).

## Filmografía
- 1909: El fusilamiento de Dorrego
- 1913: Juan Moreira dir. Mario Gallo
- 1917: Los habitantes de la leonera  dir. Carlos A. Gutiérrez[5]
- 1937: Cadetes de San Martín
- 1937: Viento Norte
- 1938: El cabo Rivero
- 1939: El viejo doctor
- 1939: Alas de mi patria
- 1939: Así es la vida
- 1940: Huella
- 1941: El cura gaucho
- 1942: El viejo Hucha
- 1942: La Guerra Gaucha
- 1944: Su mejor alumno (hace el papel protagónico como Sarmiento)
- 1945: Pampa bárbara (narrador)
- 1946: Donde mueren las palabras
- 1948: Por ellos... todo
- 1948: La calle grita
- 1949: De padre desconocido
- 1949: De hombre a hombre
- 1950: Escuela de campeones
- 1953: Caballito criollo
- 1954: Los problemas de papá
- 1954: El abuelo
- 1955: Adiós problemas
- 1955: Lo que le pasó a Reynoso ...Serapio
- 1956: Surcos en el mar